# Frankfurter FC Victoria 1899
Frankfurter FC Victoria 1899 was een Duitse voetbalclub uit Frankfurt am Main. De club bestond van 1899 tot 1911 toen ze fusioneerden met FC Kickers Frankfurt tot Frankfurter Fußball-Verein (Kickers-Viktoria). Deze club zou in 1920 de naam Eintracht Frankfurt aannemen en uitgroeien tot de grootste club van de stad.

## Geschiedenis

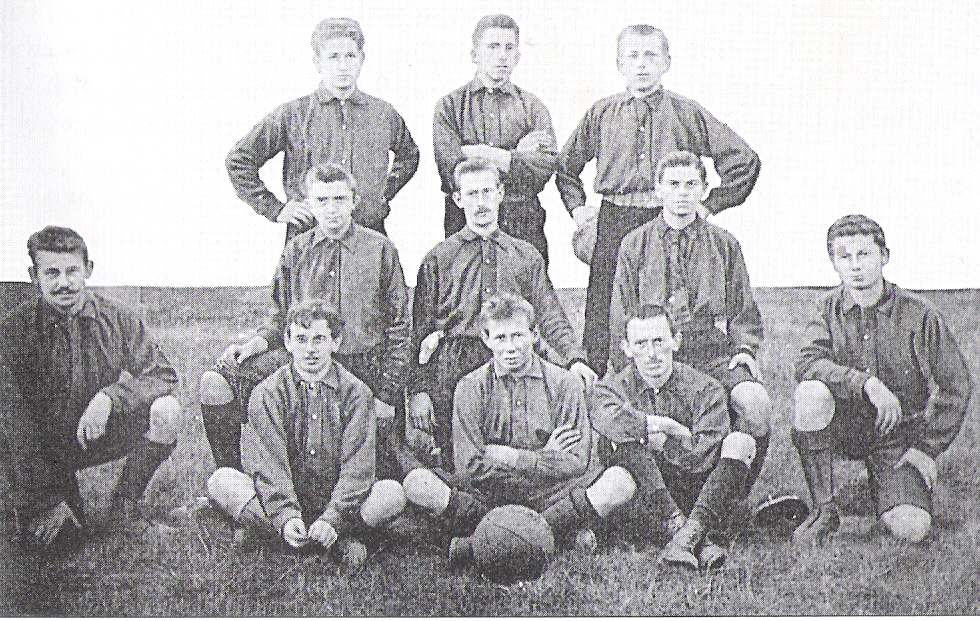
Het eerste elftal in 1899

Op 8 maart 1899 wordt Frankfurter Fußball-Club Victoria von 1899 opgericht door leden van Frankfurter FC Germania 1894, de oudste club van Frankfurt. Door de populariteit van Germania kwamen een aantal leden niet aan de bak en richtten daardoor een nieuwe club op. De club speelde op de Hundswiese en de eerste wedstrijd werd reeds op 19 maart van dat jaar gespeeld tegen 1. Bockenheimer FC 1899. Victoria won met 4-1. De club speelde nog verschillende vriendschappelijke wedstrijden tegen clubs uit Frankfurt, Hanau en Mannheim. De club won ook een prestigewedstrijd met 2-1 tegen Germania Frankfurt. In januari 1900 was de club een van de stichtende clubs van de Duitse voetbalbond. Datzelfde jaar was Victoria ook een van de stichtende clubs van de Frankfurter Association Bund. De club streed met Germania 1894 om de titel en beide clubs eindigden met evenveel punten. De beslissende wedstrijd werd door Germania gewonnen. Het volgende seizoen werd de club kampioen en plaatste zich voor de Zuid-Duitse eindronde. De club werd echter al snel uitgeschakeld door 1. Hanauer FC 1893. Het volgende seizoen versloeg de club Offenbacher FC Kickers en Viktoria 94 Hanau alvorens opnieuw uitgeschakeld te worden door Hanauer 93.
Vanaf 1903/04 organiseerde de Zuid-Duitse voetbalbond een grotere competitie. Hier eindigde Victoria in de lagere middenmoot. Het volgende seizoen werd de club met het maximum van de punten kampioen. In de eindronde werd de club echter laatste in zijn groep. Ook het volgende seizoen werd de club kampioen, al was het deze keer wegens een beter doelsaldo dan FSV Frankfurt. Ook deze keer werd de club laatste in de eindronde. Het was het laatste succes voor de club die hierna enkel nog in de middenmoot eindigde.
In 1911 fusioneerde de club met Frankfurter Kickers en werd zo Frankfurter Fußball-Verein Kickers-Victoria. De eerste wedstrijd werd op 7 mei 1911 gespeeld tegen Freiburger FC. Negen jaar later fusioneerde de club opnieuw, deze keer met Frankfurter Turngemeinde en werd zo de huidige topclub Eintracht Frankfurt.

## Erelijst
Kampioen Westmain
1905, 1906
Kampioen Frankfurt
1902, 1903